# Kreshnik Hajrizi
Kreshnik Hajrizi (Sierre, 28 maggio 1999) è un calciatore kosovaro con cittadinanza svizzera, difensore del Sion in prestito dal Widzew Łódź.

## Carriera

### Club
Cresciuto calcisticamente nelle giovanili dello Young Boys, nel 2017 viene aggregato alla rosa della seconda squadra, dove gioca per due anni. Nel 2019 viene acquistato dal Chiasso, militando per un biennio nella seconda divisione svizzera. Nel 2021 si trasferisce al Lugano, formazione della massima serie svizzera.

### Nazionale
In possesso della doppia cittadinanza, ha giocato vari incontri con la nazionale svizzera Under-17 e con la nazionale kosovara Under-21.
Nel 2022 ha esordito con la nazionale maggiore kosovara.

## Statistiche

### Presenze e reti nei club
Statistiche aggiornate al 19 aprile 2022.
| Stagione        | Squadra         | Campionato      | Campionato | Campionato | Coppe nazionali | Coppe nazionali | Coppe nazionali | Coppe continentali | Coppe continentali | Coppe continentali | Altre coppe | Altre coppe | Altre coppe | Totale | Totale |
| Stagione        | Squadra         | Comp            | Pres       | Reti       | Comp            | Pres            | Reti            | Comp               | Pres               | Reti               | Comp        | Pres        | Reti        | Pres   | Reti   |
| --------------- | --------------- | --------------- | ---------- | ---------- | --------------- | --------------- | --------------- | ------------------ | ------------------ | ------------------ | ----------- | ----------- | ----------- | ------ | ------ |
| 2019-2020       | Chiasso         | ChL             | 26         | 0          | CS              | 1               | 0               |                    | -                  | -                  |             | -           | -           | 27     | 0      |
| 2020-2021       | Chiasso         | ChL             | 29         | 1          | CS              | 1               | 0               |                    | -                  | -                  |             | -           | -           | 30     | 1      |
| Totale Chiasso  | Totale Chiasso  | Totale Chiasso  | 55         | 1          |                 | 2               | 0               |                    | -                  | -                  |             | -           | -           | 57     | 1      |
| 2021-2022       | Lugano          | ASL             | 25         | 1          | CS              | 3               | 0               |                    | -                  | -                  |             | -           | -           | 28     | 1      |
| Totale carriera | Totale carriera | Totale carriera | 80         | 2          |                 | 5               | 0               |                    | -                  | -                  |             | -           | -           | 85     | 2      |

## Palmarès

### Club

#### Competizioni nazionali
- 1ª Lega: 1

Young Boys II: 2017-2018
- Coppa Svizzera: 1

Lugano: 2021-2022